# 雅克·杜博歇
雅克·杜博歇（法語：Jacques Dubochet，1942年6月8日—），瑞士生物物理學家。洛桑大学荣誉教授。2017年，他與約阿希姆·法蘭克、理查德·亨德森共同獲得諾貝爾化學獎以表彰其發展了低溫電子顯微鏡技術，以很高的解析度呈現了溶液中生物分子的結構。

## 生平
雅克·杜博歇生于瑞士沃州的古城埃格勒。1967年毕业于洛桑大学理工学院（洛桑联邦理工学院的前身）的物理工程学专业。1969年，在日内瓦大学得到分子生物学文凭，开始接触电子显微镜领域。1973年，在日内瓦大学和巴塞尔大学完成博士论文。1978年，进入德国海德堡的欧洲分子生物学实验室（EMBL）开展研究工作。1987年起担任洛桑大学教授直至退休。

## 个人生活
雅克·杜博歇已婚，育有两名子女。
雅克·杜博歇是左翼的瑞士社会民主党党员，也是莫尔日市议会的议员。

## 外部鏈結
- Profile page